# Appartementhaus am Schloss Schönhausen
Koordinaten: 52° 34′ 39″ N, 13° 24′ 13″ O

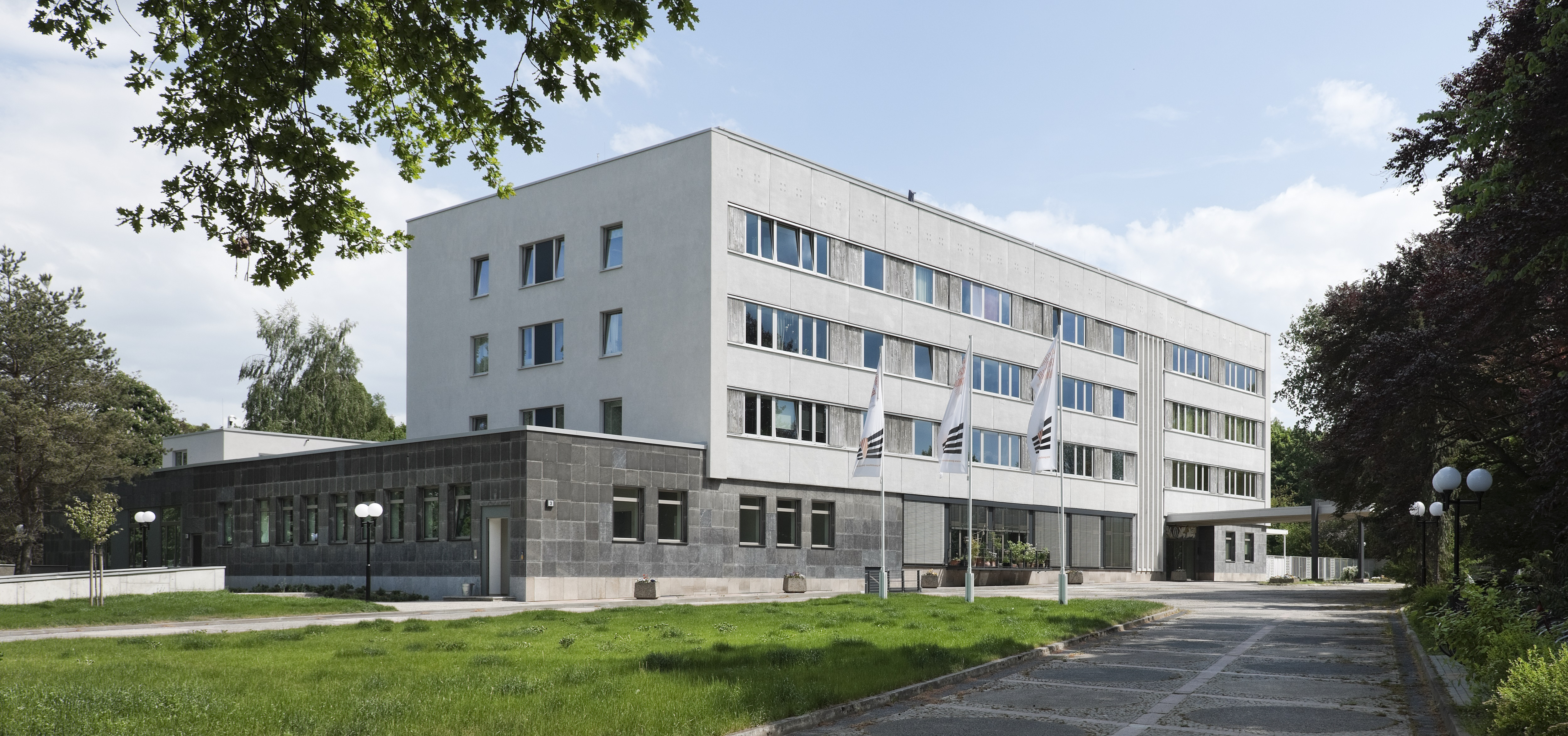
Ansicht von Nordwesten nach der Sanierung (2013).

Das Appartementhaus am Schloss Schönhausen (seit 2012: Gästehaus im Schlosspark Schönhausen) ist ein 1966 bis 1967/1968 nach Plänen des Architekten Walter Schmidt erbautes ehemaliges Gästehaus im Berliner Ortsteil Niederschönhausen, Bezirk Pankow. Bis 1989 beherbergte die Regierung der Deutschen Demokratischen Republik hier die Mitarbeiter, Minister und Stäbe ihrer Staatsgäste. Nach jahrelangem Leerstand wurde das unter Denkmalschutz stehende Gebäude 2011 bis 2013 zu Eigentumswohnungen umgebaut.

## Geschichte

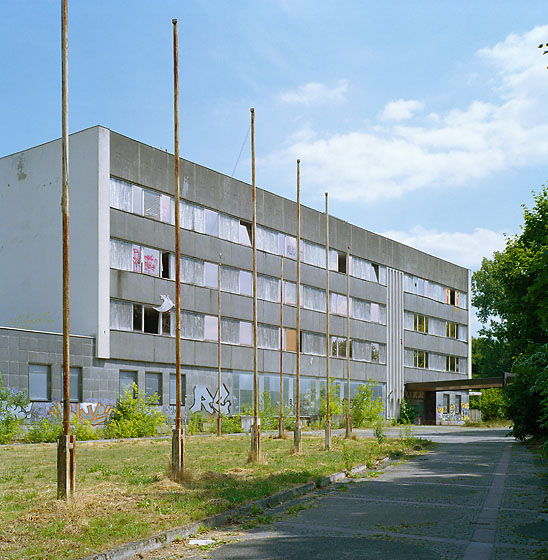
Ansicht von Nordwesten vor der Sanierung (2008).

1964 beschloss der Ministerrat der DDR, den früheren Amtssitz des Präsidenten – das Schloss Schönhausen – zum Gästehaus für ausländische Staatsgäste umzuwidmen. Da die Räumlichkeiten und die Versorgungseinrichtungen nicht ausreichten, ließ man für die mitreisenden Mitarbeiter im Schlosspark eine eigene Unterkunft errichten. Die Pläne zeichneten der Berliner Architekt Walter Schmidt und seine Mitarbeiter; die Fassaden entwarf der Bildhauer Fritz Kühn. Für die Kunst am Bau zeichnete der Maler Walter Womacka verantwortlich. Die Ausstattung stammt von Innenarchitekt Hans Hoßfeld; Gartenplaner Karl Kirschner besorgte die Neugestaltung des umgebenden Schlosspark-Bereiches. Spätestens 1968 waren die Bauarbeiten abgeschlossen. 1981 wurde der Küchentrakt erweitert. In den 1980er Jahren folgten weitere Umbauten und Reparaturen, die vor allem die Innenräume und die Haustechnik betrafen. 1980 bis 1983 wurden die Beton-Fassadenelemente mit Grauputz versehen.
Im Laufe seiner Nutzung waren im Appartementhaus unter anderem die Minister und Mitarbeiter von Indira Gandhi, Willy Brandt und Michail Gorbatschow untergebracht. Fidel Castro (1972 und 1975), Leonid Breschnew (1973) und Josip Tito (1976) waren persönlich im Haus zu Gast.

### Nach der Wende
Nach der Wiedervereinigung übernahmen die Hotelbetriebe des Bundes in Berlin das Gästehaus und betrieben es bis 1995 als Hotel und Veranstaltungsort weiter. Leerstand und Vandalismus setzen dem Gebäude und seiner Ausstattung in den folgenden Jahren schwer zu. Bei der Sanierung des Schlossparks Schönhausen 2005 bis 2009 wurde das Appartementhaus nicht berücksichtigt. 2006 ersteigerte ein privater Investor aus Brandenburg das Gebäude, um es in ein Hotel umzubauen. Der Plan wurde nicht umgesetzt.

### Sanierung
2011 kaufte das durch Erik Roßnagel vertretene Unternehmen terraplan aus Nürnberg das verfallende Gästehaus. Die Innenausstattung war durch Witterung und mutwillige Zerstörung beschädigt und musste in großem Umfang restauriert werden. Auf Basis einer bauhistorischen Dokumentation von Architekt Peter Brenn übernahmen das Büro vangeisten.marfels aus Potsdam, Eugen Gehring aus Berlin (Innenarchitektur) und Sibylle M. Herlan aus Nürnberg (Gartenarchitektur) die Sanierungsplanung. Seit der Fertigstellung 2013 enthält das Gebäude 39 Eigentumswohnungen mit Tiefgarage. Für die Sanierung wurde die Bauherrin 2012 mit der Ferdinand-von-Quast-Medaille, dem Denkmalpflegepreis des Landes Berlin, ausgezeichnet.

## Architektur
Das Appartementhaus liegt am westlichen Rand des Schlossparks Schönhausen, im so genannten „äußeren Schlosspark“. Dieser ist seit den 1960er Jahren durch eine Mauer vom „inneren Schlosspark“ mit dem Schloss Schönhausen abgetrennt. Eine asphaltierte Auffahrt verbindet das Anwesen mit der Tschaikowskistraße im Norden. Das Schloss Schönhausen liegt wenige hundert Meter nordöstlich.
Das Gebäude gliedert sich in zwei Teile, die zusammen den Grundriss eines „L“ beschreiben: den quaderförmige Block des Gästehauses mit vier Vollgeschossen und einem zurückgesetzten Dachgeschoss und den im Nordosten angebauten, einstöckigen Küchentrakt. Im Osten fassen die beiden Bauteile eine Gartenterrasse mit Pergola und Blick auf das Schloss Schönhausen ein. Das Appartementhaus ist ein Stahlskelettbau. Das Erdgeschoss ist mit Schieferplatten verkleidet; Fensterbänder, die sich mit ursprünglich fest montierten Verblendungen aus Aluminium abwechseln, und Betonplatten gliedern die Fassaden. Um die Wohnungen besser zu belichten, wurden bei der Sanierung an Stelle der Aluminium-Paneele zusätzliche Fenster eingebrochen. Die Paneele dienen seitdem als von den Mietern elektrisch einstellbarer Sonnenschutz; sie fahren täglich um 12 Uhr mittags automatisch in die Positionen zurück, an der sie 1968 angebracht waren. Keramikwandbilder von Walter Womacka unter dem Vordach im Westen (Weltkugel und Tauben als Friedenssymbole) und an der Gartenseite (Elemente Erde, Wasser und Luft) im Osten dienen als künstlerische Akzente. Der Treppenhausschacht ist im Verhältnis des Goldenen Schnittes in die Längsfassaden eingefügt, sodass sich eine harmonische Wirkung einstellt.
Im Erdgeschoss des Gästehauses befanden sich Empfangshalle, zwei Restaurants und ein Filmvorführraum. Die Gartenterrasse diente für Empfänge und Abendgesellschaften. Ein Treppenhaus mit abstrakter Glasmalerei von Richard O. Wilhelm führte zu den Gästezimmern in den Obergeschossen. Bei der Sanierung wurden alle Stockwerke mit Wohnungen belegt, wobei die Penthouses als Maisonetten gestaltet sind und das zweite Ober- und Dachgeschoss einnehmen. Die Empfangshalle mit Parkettboden und Wandpaneelen aus Holz und das Treppenhaus blieben weitgehend im historischen Zustand erhalten und wurden restauriert.

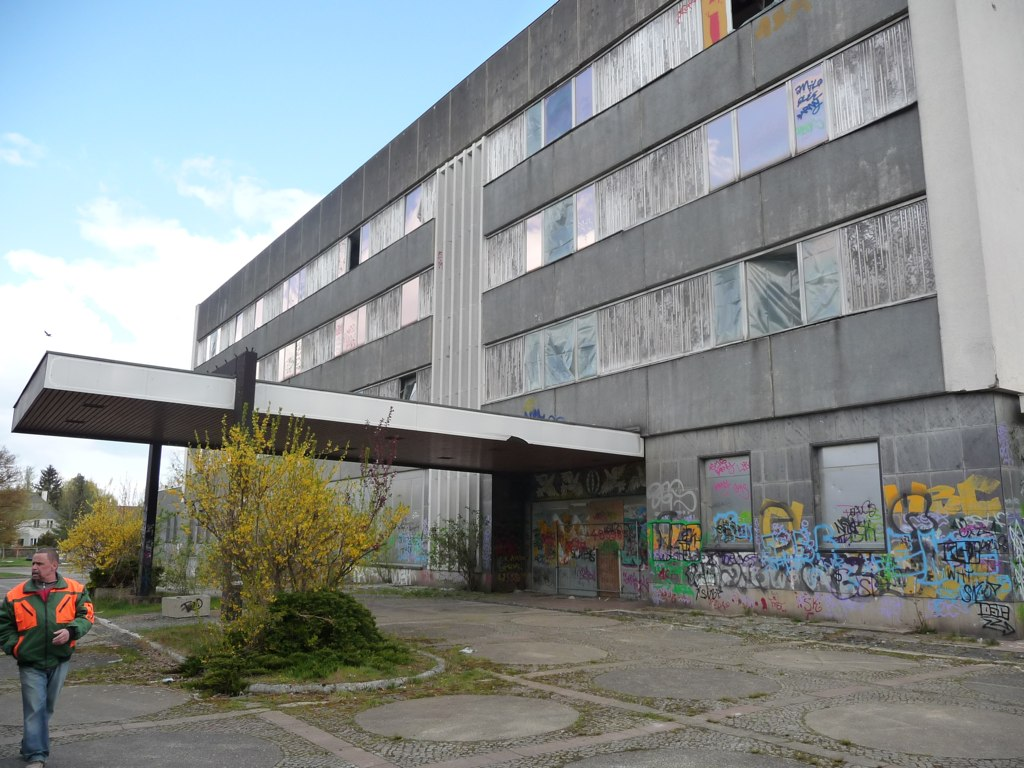
Ansicht von Südwesten vor der Sanierung (2010).
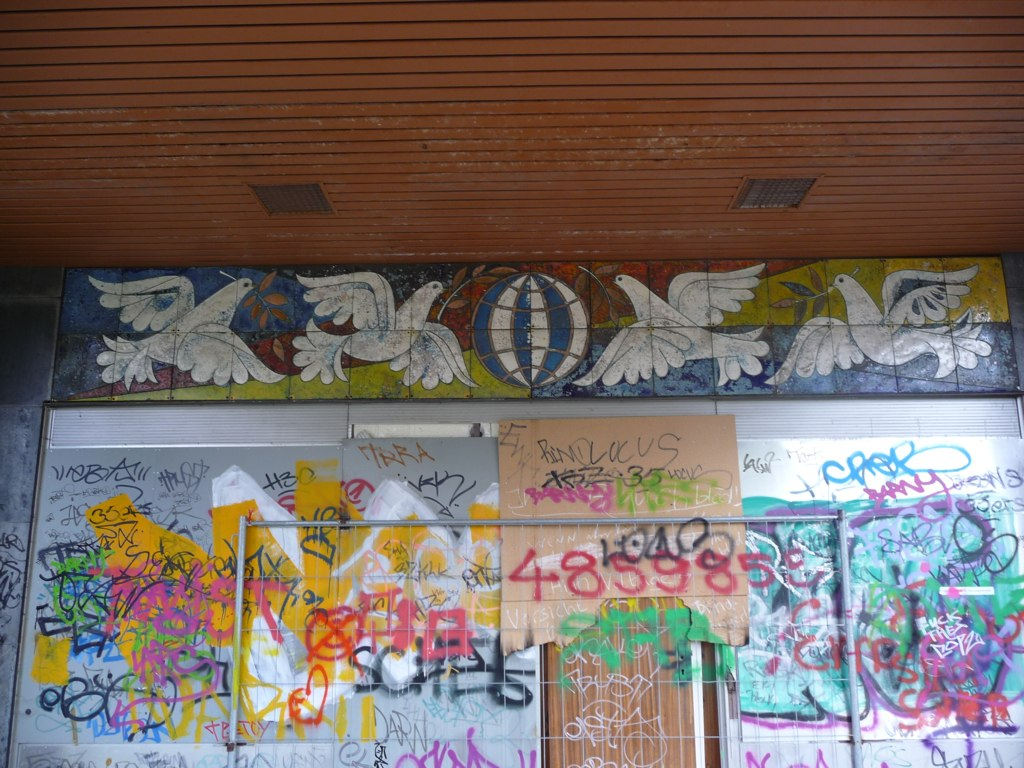
Keramikwandbild unter dem Vordach vor der Sanierung (2010).
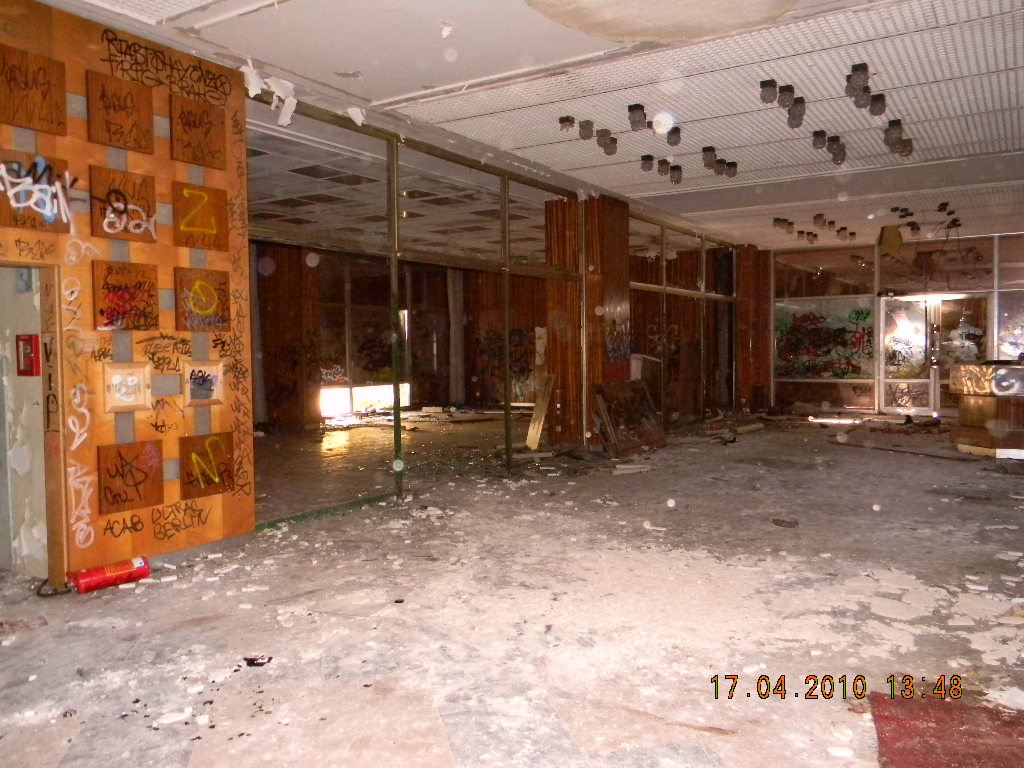
Innenräume vor der Sanierung (2010).
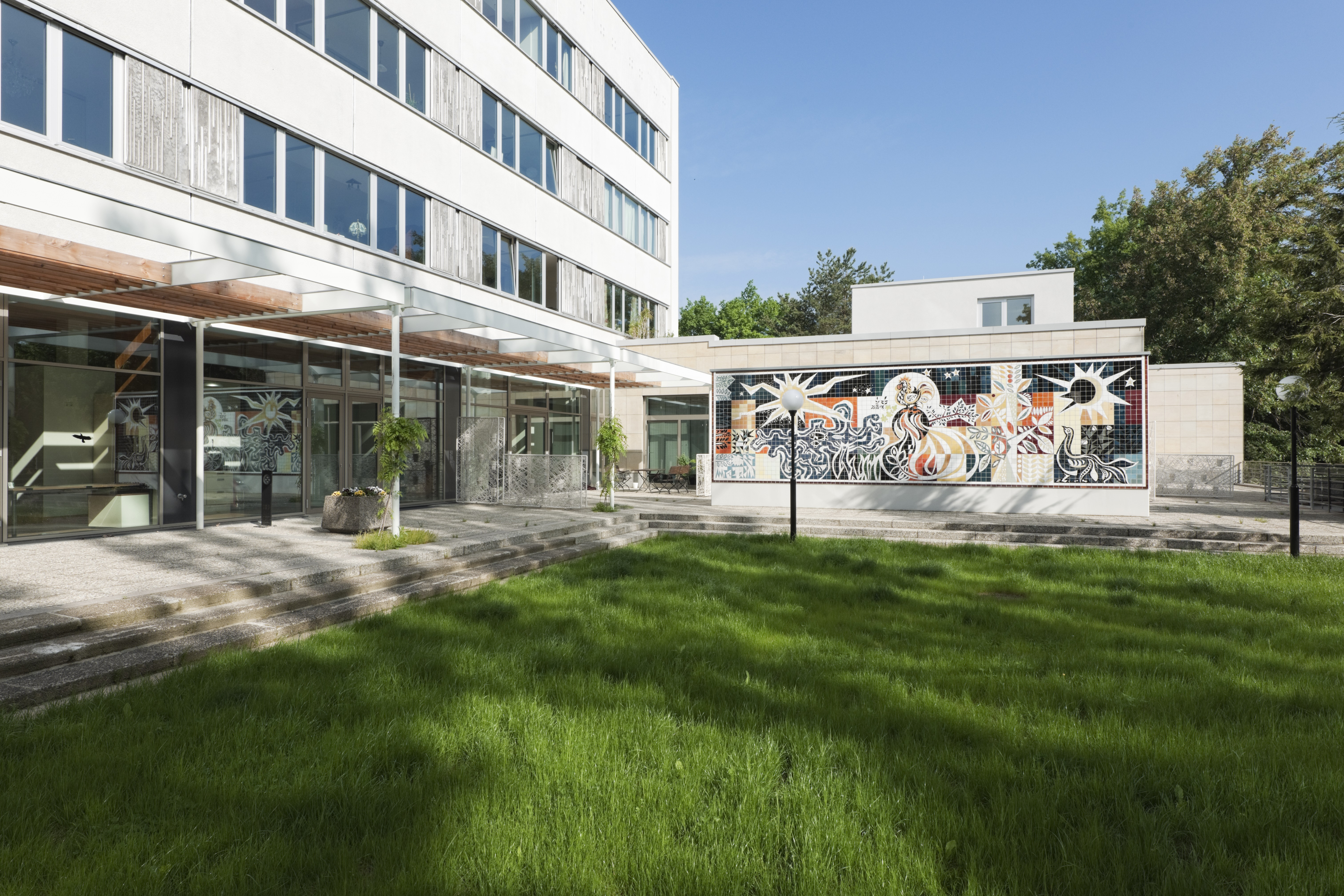
Gartenterrasse nach der Sanierung (2013).
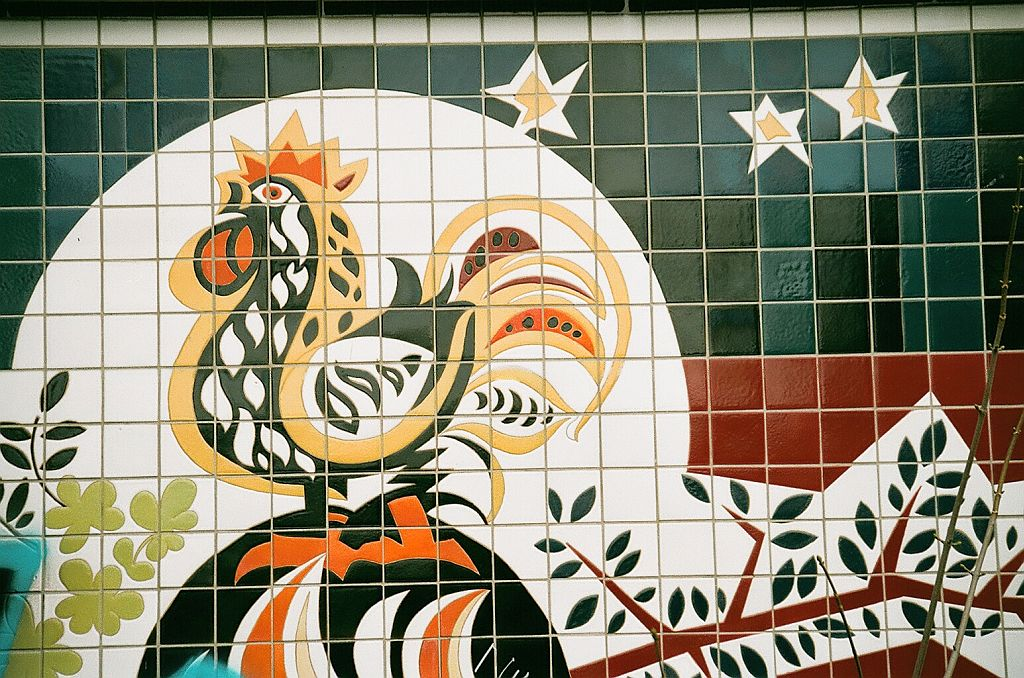
Keramikwandbild an der Gartenterrasse (2010).
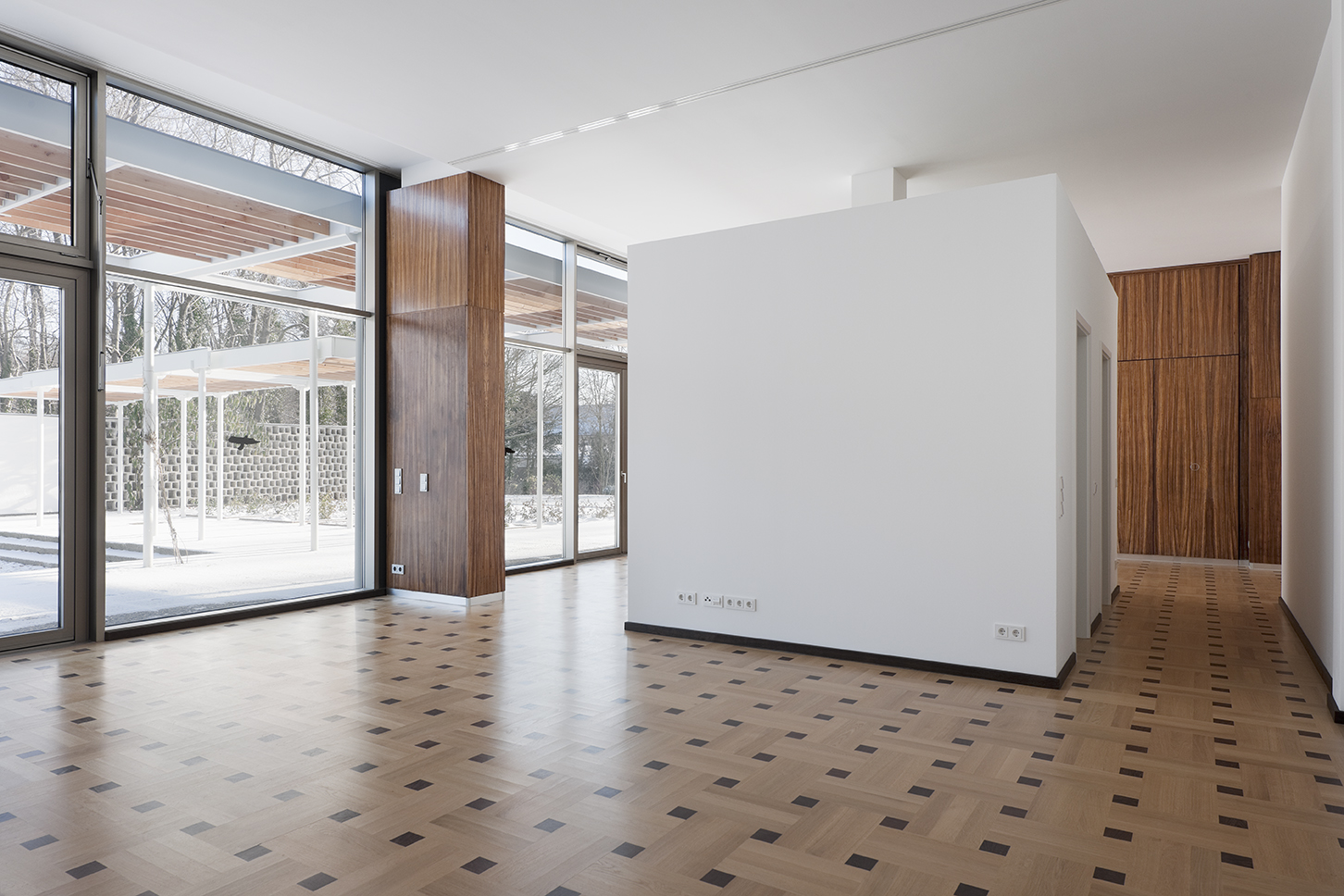
Restaurierte Suite (2012).